# Дихлофос
«Дихлофо́с» — товары для бытового уничтожения насекомых, инсектицидные средства широкого спектра применения. «Дихлофос» используется для уничтожения тараканов, клопов, клещей, тли, муравьев, молодых личинок и взрослых особей чешуекрылых и мух.
Форма выпуска: аэрозоль, спрей, клейкая лента, ловушка для тараканов.
В состав «Дихлофоса» до 1988 года входило активное действующее вещество ДДВФ (дихлорфос) (O,O-диметил-O-2,2-дихлорвинилфосфат), относящееся к классу фосфорорганических соединений . В связи с выявлением токсичности ДДВФ, с 1988 года химическое вещество в бытовых инсектицидных средствах не применяется.
В России использование дихлорфоса в качестве инсектицида было запрещено в 2001 году. Слово «Дихлофос» сохранилось как компонент торговых марок различных инсектицидов с иным действующим веществом, например «Дихлофос-люкс», «Дихлофос-эффект», «Дихлофос-супер», «Дихлофос-актив», «Дихлофос-плюс», «Дихлофос-экстра», и так далее. В состав современного «Дихлофоса» входят безопасные для человека и позвоночных животных действующие вещества — пиретроиды (иногда в сочетании с ФОС) или синергисты.